# Orgilus cinctus
Orgilus cinctus är en stekelart som beskrevs av Muesebeck 1970. Orgilus cinctus ingår i släktet Orgilus och familjen bracksteklar. Inga underarter finns listade i Catalogue of Life.